# Philipp Vielhauer
Philipp Adam Christoph Vielhauer (* 3. Dezember 1914 in Bali, Kamerun; † 23. Dezember 1977 in Bonn, Nordrhein-Westfalen, Deutschland) war ein deutscher evangelisch-lutherischer Theologe, Pfarrer und Hochschullehrer für Neues Testament.

## Leben
Vielhauer war der Sohn von Gustav Adolf Vielhauer (1880–1959) und dessen Ehefrau Maria († 1926 in Kamerun), die als Missionarsehepaar der Basler Mission in Kamerun lebten, sein Vater bereits seit den 1890er-Jahren. Zuerst besuchte er Schulen in Eppingen und Basel, dann wuchs er mit seinem Bruder Siegfried bei mennonitischen Pflegeeltern auf einem Hofgut in der Nähe von Karlsruhe-Durlach auf. Er besuchte das humanistische Gymnasium in Durlach. Nach dem Abitur studierte er ab 1934 evangelische Theologie in Basel und ab 1935 in Marburg.
Ordiniert wurde Philipp Vielhauer am 11. Juni 1936 im Lutherhaus in Karlsruhe-Durlach. Bereits während des Studiums war Vielhauer Mitglied der Bekennenden Kirche geworden. Daher weigerte er sich, einen „Beamtenfragebogen für kirchliche Mitarbeiter“ auszufüllen, der durch das Gesetz zur Wiederherstellung des Berufsbeamtentums auch für die Kirche vorgeschrieben war, und eine Treueerklärung für den nationalsozialistischen Staat zu unterzeichnen. Aus diesem Grund lehnte die Finanzabteilung der Badischen Kirche – ungeachtet seiner sehr guten fachlichen Leistung – aus „staatspolitischen Gründen“ seine Einstellung in den Kirchendienst ab. Er fand jedoch eine Anstellung in der Evangelisch-lutherischen Kirche in Württemberg und hatte dort von 1935 bis 1941 eine Pfarrstelle in Stuttgart-Untertürkheim inne. 1939 wurde er in Heidelberg bei Martin Dibelius (1883–1947) promoviert, seine Doktorarbeit zum Oikodome-Begriff wurde 1940 gedruckt. Im Jahr 1941 wurde er zum Kriegsdienst eingezogen, und er erlitt 1943 im russischen Toropets eine schwere Kopfverletzung, die ihm zeitlebens zu schaffen machte.
Vielhauer lehrte von 1947 bis 1949 an der Universität Göttingen, wo er sich 1950 habilitierte, und von 1950 bis zu seinem Tod 1977 als Professor für Neutestamentliche Wissenschaft und Religionsgeschichte an der Universität Bonn.

## Theologische Leistungen
Vielhauer war ein anerkannter Fachmann im Bereich der frühchristlichen Literatur und der neutestamentlichen Apokryphen. Als Schüler von Martin Dibelius und Rudolf Bultmann (1884–1976) führte er in seiner exegetischen Arbeit Formgeschichte und Religionsgeschichte zusammen. Er entdeckte um 1950 Spuren der Paulusbriefe in der Apostelgeschichte. Er bewahrte sich gegenüber Bultmann eine Eigenständigkeit, was sich besonders in seinen Beiträgen zu Franz Overbeck, zur Wissenschaftsgeschichte und zum Interesse für literatursoziologische Ansätze zeigte. Vielhauer war ein Lehrer von Gerd Theißen und Klaus Wengst.

## Familie
Vielhauer war mit der Romanistin Inge Pfeiffer verheiratet.

## Ehrungen
- Außerordentliches Mitglied der Studiorum Novi Testamenti Societas, 1954.
- Dr. theol. h. c. der Georg-August-Universität Göttingen, 1954.[1]

## Veröffentlichungen
- Der Vorläufer. Gestalt und Bedeutung des eschatologischen Wegbereiters im Neuen Testament und in seiner Umwelt, 1950.
- Zum Paulinismus der Apostelgeschichte, in: Ev. Theol. 10, 1950/51; englisch: The Perkins School of Theol. Journ. 17, 1963.
- Mit Rudolf Bultmann und Gerd Theißen: Die Geschichte der synoptischen Tradition, 1958, 1971 und 1979.
- Oikodome, Aufsätze zum Neuen Testament, Band II, hrsg. v. Günter Klein, Ch. Kaiser, München 1979.
- Geschichte der urchristlichen Literatur, De Gruyter, Berlin – New York 1975; Standardwerk, vier Auflagen bis 1985.
- Mit Georg Strecker: Judenchristliche Evangelien, in: Neutestamentliche Apokryphen in deutscher Übersetzung, Band I, hg. von Wilhelm Schneemelcher, 1990, S. 114–147.
- Mit Georg Strecker: Apokalypsen und Verwandtes, in: Neutestamentliche Apokryphen in deutscher Übersetzung, Band II, hg. v. W. Schneemelcher, 1997, S. 491–515 (S. 516–547: Apokalyptik des Urchristentums, Briefe von und an Vielhauer in den Nachlässen von Ernst Wolf und Rudolf Bultmann, Universitäts- und Landesbibliothek Bonn und Universitätsbibliothek Tübingen).